# Trilobiella siphae
Trilobiella siphae är en tvåvingeart som beskrevs av Guercio 1918. Trilobiella siphae ingår i släktet Trilobiella och familjen gallmyggor.
Artens utbredningsområde är Italien. Inga underarter finns listade i Catalogue of Life.